# Douglas Hofstadter
Douglas Richard Hofstadter (New York, 1945. február 15. –) amerikai kognitív tudós és informatikus, akinek kutatásai olyan fogalmakra terjednek ki, mint az én-érzet a külső világgal kapcsolatban, a tudatosság, az analógia, a furcsa hurkok, a mesterséges intelligencia, valamint a matematikai és fizikai felfedezések. Gödel, Escher, Bach: An Eternal Golden Braid című 1979-es könyve elnyerte az általános tényirodalmi Pulitzer-díjat és a National Book Award (akkoriban The American Book Award) tudományos díjat. Az I Am a Strange Loop című 2007-es könyve elnyerte a Los Angeles Times tudományos és technológiai könyvdíját.

## Fiatalkora és tanulmányai
Hofstadter New Yorkban született Robert Hofstadter, a későbbi Nobel-díjas fizikus és Nancy Givan Hofstadter gyermekeként. A Stanford Egyetem kampuszán nőtt fel, ahol apja professzor volt, és 1958-59-ben a genfi Nemzetközi Iskolába járt. 1965-ben kitüntetéssel diplomázott matematikából a Stanford Egyetemen, majd 1975-ben fizikából doktorált az Oregoni Egyetemen, ahol a mágneses mezőben lévő Bloch-elektronok energiaszintjeinek tanulmányozása vezetett a Hofstadter-pillangó néven ismert fraktál felfedezéséhez.

## Akadémiai karrier
Hofstadtert eredetileg 1977-ben nevezték ki az Indiana Egyetem informatikai tanszékének karára, és ekkor indította el kutatási programját a mentális folyamatok számítógépes modellezésére (amelyet „mesterséges intelligencia-kutatásnak” nevezett, ezt a címkét azóta elhagyta a „kognitív tudományos kutatás” javára.). 1984-ben a Michigani Egyetemre, Ann Arborba költözött, ahol pszichológiaprofesszori állást kapott, és kinevezték a Walgreen Chair for the Study of Human Understanding tanszékre is.
1988-ban Hofstadter visszatért az IU-ra, mint a College of Arts and Sciences kognitív tudományok és informatika professzora. A tudománytörténet és tudományfilozófia, a filozófia, az összehasonlító irodalom és a pszichológia adjunktusává is kinevezték, de elmondása szerint a legtöbb tanszékkel való kapcsolata névleges.
Hofstadter 1988 óta a bloomingtoni Indianai Egyetem Kognitív Tudományok és Összehasonlító Irodalomtudományok Kiváló Professzora, ahol a fogalmak és megismerés kutatásával foglalkozó központot vezeti, amely saját magából és végzős diákjaiból áll, és a „Fluid Analógiák Kutatócsoportot” (FARG) alkotja. 1988-ban megkapta az In Praise of Reason díjat, a Committee for Skeptical Inquiry legmagasabb kitüntetését. 2009-ben az Amerikai Művészeti és Tudományos Akadémia tagjává választották és tagja lett az Amerikai Filozófiai Társaságnak. 2010-ben a svédországi Uppsalában a Tudományok Királyi Társaságának tagjává választották.

## Munkák és publikációk
A Michigani Egyetemen és az Indiana Egyetemen Hofstadter és Melanie Mitchell közösen írták a „magas szintű észlelés” (high-level perception) számítógépes modelljét – a Copycat-ot –, valamint az analógiaalkotás és a megismerés számos más modelljét, köztük a Robert M. French-csel közösen kifejlesztett Tabletop projektet. A Gary McGraw és John Rehling által megvalósított Letter Spirit projekt célja a művészi kreativitás modellezése stilisztikailag egységes „gridfonts” (egy rácsra korlátozott betűtípusok) tervezésével. További újabb modellek közé tartozik a Phaeaco (amelyet Harry Foundalis valósított meg) és a SeqSee (Abhijit Mahabal), amelyek a magas szintű észlelést és analógiakészítést modellezik a Bongard-problémák, illetve a számsorozatok mikrotartományaiban, valamint a George (Francisco Lara-Dammer), amely a háromszöggeometria észlelési és felfedezési folyamatait modellezi.
Hofstadter tézise a tudatosságról, amelyet először a Gödel, Escher, Bach című könyvében fogalmazott meg, de számos későbbi könyvében is jelen van, az, hogy az „az agyban zajló alacsonyabb szintű aktivitás emergens következménye”. A Gödel, Escher, Bachban analógiát von a hangyakolónia társadalmi szerveződése és a neuronok összefüggő „kolóniájának” tekintett elme között. Hofstadter különösen azt állítja, hogy az „én” létezésének (vagy lényének) érzése az általa „furcsa huroknak” nevezett absztrakt mintából származik, amely az olyan konkrét jelenségek absztrakt rokona, mint az audio- és video-visszacsatolás, amelyet Hofstadter „szinten átívelő visszacsatolási hurokként” definiált. A furcsa hurok prototipikus példája a Gödel-féle befejezetlenségi tételek középpontjában álló önreferenciális struktúra. Hofstadter 2007-ben megjelent könyvében, az I Am a Strange Loop (Én egy furcsa hurok vagyok) című könyvében a tudatosságról alkotott elképzelését lényegesen továbbviszi, beleértve azt az elképzelést is, hogy minden egyes emberi „én” számos agyban oszlik meg, ahelyett, hogy csak egy agyra korlátozódna. Le Ton beau de Marot: In Praise of the Music of Language (Marot gyönyörű tónusa: A nyelv zenéjének dicséretében) 16. századi francia költő, Clément Marot egyik vezérmotívuma a „Ma Mignonne” című, rendkívül feszült versének, a „Ma Mignonne”-nak 88 fordítása. Ebben a könyvében Hofstadter tréfásan úgy jellemzi magát, mint „pilingual” (ami azt jelenti, hogy az általa tanult nyelvek különböző fokú elsajátításának összege 3,14159 ...), valamint „oligoglot” (valaki, aki „néhány” nyelvet beszél).
1999-ben, Alekszandr Puskin orosz költő és író kétszázadik születésnapján Hofstadter kiadta Puskin klasszikus verses regényének, az Anyeginnek verses fordítását. Más verseket és két regényt is lefordított: La Chamade (Szívdobbanás) Françoise Sagantól és La Scoperta dell'Alba (A hajnal felfedezése) Walter Veltronitól, az olaszországi Partito Democratico akkori vezetőjétől. A The Discovery of Dawn 2007-ben jelent meg, a That Mad Ache pedig 2009-ben, Hofstadter „Translator, Trader: An Essay on the Pleasantly Pervasive Paradoxes of Translation” című esszéjével egybekötve. (Esszé a fordítás kellemesen átható paradoxonairól.)

### Hofstadter's Law
Hofstadter törvénye: "Mindig tovább tart, mint amire számítasz, még akkor is, ha figyelembe vesszük Hofstadter törvényét." A törvényt Gödel, Escher, Bach mondja.

### Diákok
Hofstadter egykori Ph.D. hallgatói (a szakdolgozat címével):
- David Chalmers(wd) – Toward a Theory of Consciousness
- Bob French(wd) – Tabletop: An Emergent, Stochastic Model of Analogy-Making
- Gary McGraw(wd) – Letter Spirit (Part One): Emergent High-level Perception of Letters Using Fluid Concepts
- Melanie Mitchell(wd) – Copycat: A Computer Model of High-Level Perception and Conceptual Slippage in Analogy-making

## Nyilvános kép

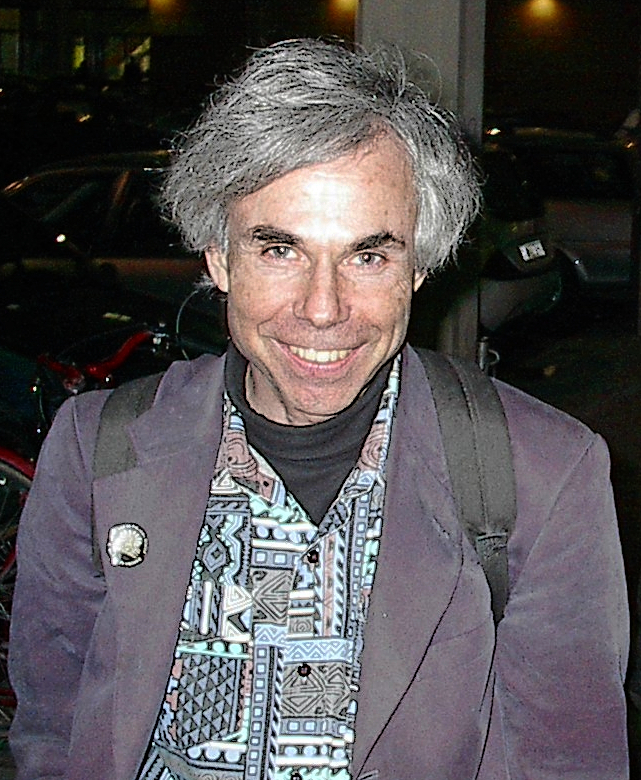
Hofstadter Bolognában, 2002-ben

Hofstadter azt mondta, hogy „kényelmetlenül érzi magát a számítógépekre összpontosító kocka-kultúrával szemben”. Elismeri, hogy „úgy tűnik, hogy [közönségének] nagy részét azok teszik ki, akiket lenyűgöz a technológia”, de amikor felvetették, hogy munkája „sok diákot inspirált arra, hogy a számítástechnikával és a mesterséges intelligenciával kezdjen karriert”, azt válaszolta, hogy örül ennek, de ő maga „nem érdeklődik a számítógépek iránt”. Ebben az interjúban megemlítette azt a kurzust is, amelyet kétszer is tartott az Indiana Egyetemen, és amelyen „szkeptikusan szemlélt számos nagyra értékelt mesterséges intelligencia projektet és általános megközelítést”. Például Garri Kaszparov Deep Blue elleni vereségét követően így nyilatkozott: „Ez egy vízválasztó esemény volt, de ennek semmi köze ahhoz, hogy a számítógépek intelligenssé váltak.” A Metamagical Themas című könyvében azt írja, hogy „napjainkban és korunkban hogyan lehet, hogy bárki, akit lenyűgöz a kreativitás és a szépség, ne lássa a számítógépekben a végső eszközt a lényegük feltárására?”.
Piet Hoenderdos holland rendező 1988-ban készített Hofstadterről és eszméiről egy dokudrámát, Az agy áldozata címmel, A The Mind's I alapján, amely Hofstadterrel készített interjúkat munkásságáról.
A technológiai szingularitásra vonatkozó előrejelzések (az emberiség jövőjének egy hipotetikus pillanata, amikor a mesterséges intelligencia önerősítő, száguldó fejlődése radikális változást okoz a technológiában és a kultúrában) miatt Hofstadter számos nyilvános vitát szervezett és vett részt a témáról. Az Indiana Egyetemen 1999-ben egy ilyen szimpóziumot szervezett, 2000 áprilisában pedig a Stanford Egyetemen „Szellemi robotok” címmel egy nagyobb szimpóziumot szervezett, amelyen Ray Kurzweil, Hans Moravec, Kevin Kelly, Ralph Merkle, Bill Joy, Frank Drake, John Holland és John Koza részvételével tartott panelbeszélgetést moderált. Hofstadter meghívott résztvevője volt a 2006 májusában a Stanfordon megrendezett első Singularity Summitnak is. Hofstadter kétségét fejezte ki, hogy a szingularitás belátható időn belül bekövetkezik.
Hofstadter 2023-ban azt mondta, hogy a mesterséges intelligencia gyors fejlődése miatt „összeomlott” néhány „alapvető meggyőződése” a mesterséges intelligencia korlátairól. A mesterséges intelligencia hatalomátvételére utalva hozzátette, hogy az embereket hamarosan háttérbe szoríthatja „valami más, ami sokkal intelligensebb és számunkra felfoghatatlan lesz”.

## Rovatvezető
Amikor Martin Gardner visszavonult a Scientific American magazin „Matematikai játékok” című rovatának írásától, Hofstadter 1981-83-ban Metamagical Themas (a „Matematikai játékok” anagrammája) című rovatával követte őt. Egyik ilyen rovatában bevezetett ötlete volt a „Reviews of This Book” koncepciója, egy olyan könyv, amely nem tartalmaz mást, mint önmagáról szóló, kereszthivatkozásokkal ellátott kritikákat, és amelynek van egy online megvalósítása. Hofstadter egyik rovata a Scientific Americanben a szexista nyelv káros hatásaival foglalkozott, és Metamagical Themas című könyvének két fejezetét is ennek a témának szentelte, amelyek közül az egyik egy harapós analógián alapuló szatíra, az „A Person Paper on Purity in Language” (1985), amelyben az olvasó rasszizmus és rasszista nyelvezet miatti feltételezett undorát használja fel arra, hogy a szexizmus és a szexista nyelvezet miatti analóg undort motiválja; Hofstadter William Satire álnéven publikálta, William Safire-re utalva. Egy másik rovat a Michigani Egyetem professzora, Robert Axelrod felfedezéseiről számolt be, amikor számítógépes versenyen számos iterált fogolydilemma stratégiát vetett össze egymással, egy következő rovat pedig egy hasonló versenyt tárgyalt, amelyet Hofstadter és végzős diákja, Marek Lugowski szervezett. A „Metamágikus témák” rovatok számos témát érintettek, többek között Frédéric Chopin zongoramuzsikájának mintáit (különösen az etűdeit), a szuperracionalitás fogalmát (az együttműködés választása, amikor a másik fél/ellenfél feltételezhetően ugyanolyan intelligens, mint mi magunk), valamint a Nomic önmódosító játékot, amely a jogrendszer önmódosításán alapul, és amelyet Peter Suber filozófus fejlesztett ki.

## Magánélete
Hofstadter felesége haláláig Carol Ann Brush volt. Bloomingtonban ismerkedtek meg, és Ann Arborban házasodtak össze 1985-ben. Két gyermekük született. Carol 1993-ban halt meg hirtelen fellépő agydaganatban, glioblastoma multiforme-ban, amikor gyermekeik még kicsik voltak. Nevére 1996-ban alapították a Carol Ann Brush Hofstadter-emlékösztöndíjat a bolognai Indiana Egyetem bölcsészhallgatói számára. Hofstadter Le Ton beau de Marot című könyvét két gyermeküknek ajánlja, dedikációja így szól: „M. & D.-nek, anyukájuk lelkének élő szikráinak”. Hofstadter 2010-ben egy csacsacsa órán találkozott Baofen Linnel, és 2012 szeptemberében Bloomingtonban összeházasodtak.
Hofstadter zongorára, valamint zongorára és énekhangra komponált darabokat. DRH/JJ címmel hanglemezt készített ezekből a kompozíciókból, amelyeket főként Jane Jackson zongoraművész ad elő, néhányat pedig Brian Jones, Dafna Barenboim, Gitanjali Mathur és Hofstadter. Az I Am A Strange Loop dedikációja a következő: „Laura nővéremnek, aki megérti, és Molly nővérünknek, aki nem.” Hofstadter az előszóban kifejti, hogy kisebbik húga, Molly soha nem fejlesztette ki a beszéd vagy a nyelv megértésének képességét. A tudattal és az empátiával kapcsolatos hozzáállásának következményeként Hofstadter tinédzserkorában vegetáriánus lett, és azóta is elsősorban vegetáriánus maradt.

## A populáris kultúrában
Az 1982-ben megjelent 2010. Második űrodisszeia című regényben, Arthur C. Clarke 2001. Űrodisszeia című regényének első folytatásában, a HAL 9000-et „Dr. Chandra” karaktere úgy írja le, mint aki egy „Hofstadter-Möbius-hurokban” ragadt. A film a „H. Möbius-hurok” kifejezést használja. 1995. április 3-án jelent meg Hofstadter Fluid Concepts and Creative Analogies: Computer Models of the Fundamental Mechanisms of Thought című könyve volt az első könyv, amelyet az Amazon.com eladott. Michael R. Jackson A Strange Loop című musicalje utal Hofstadter koncepciójára és 2007-es könyvének címére.

## Megjelent munkák

### Könyvek
A Hofstadter által kiadott könyvek a következők (az ISBN számok puhakötésű kiadásokra vonatkoznak, ahol elérhetők):
- Gödel, Escher, Bach: an Eternal Golden Braid(wd) (ISBN 0-465-02656-7) (1979)
- Metamagical Themas(wd) (ISBN 0-465-04566-9) (Scientific American rovatok és egyéb esszék gyűjteménye, mindegyik utóiratokkal) (1985)
- Ambigrammi: un microcosmo ideale per lo studio della creatività (ISBN 88-7757-006-7) (in Italian only)
- Fluid Concepts and Creative Analogies(wd) (Hofstadter több végzős diákjával közösen írták) (ISBN 0-465-02475-0)
- Rhapsody on a Theme by Clement Marot (ISBN 0-910153-11-6) (1995, published 1996; volume 16 of series The Grace A. Tanner Lecture in Human Values)
- Le Ton beau de Marot(wd): In Praise of the Music of Language (ISBN 0-465-08645-4)
- I Am a Strange Loop(wd) (ISBN 0-465-03078-5) (2007)
- Surfaces and Essences: Analogy as the Fuel and Fire of Thinking, Emmanuel Sanderrel közösen (ISBN 0-465-01847-5) (először jelent meg franciául mint L'Analogie. Cœur de la pensée; published in English in the U.S. in April 2013)

### Más könyvekben való részvétel
Hofstadter a következő könyvekhez írt előszót vagy szerkesztette:
- The Mind's I: Fantasies and Reflections on Self and Soul (co-edited with Daniel Dennett), 1981. (ISBN 0-465-03091-2, ISBN 0-553-01412-9) and (ISBN 0-553-34584-2)
- Inversions, by Scott Kim(wd), 1981. (Foreword) (ISBN 1-55953-280-7)
- Alan Turing: The Enigma by Andrew Hodges(wd), 1983. (Preface)
- Sparse Distributed Memory by Pentti Kanerva(wd), Bradford Books/MIT Press, 1988. (Foreword) (ISBN 0-262-11132-2)
- Are Quanta Real? A Galilean Dialogue by J.M. Jauch, Indiana University Press, 1989. (Foreword) (ISBN 0-253-20545-X)
- Gödel's Proof (2002 revised edition) by Ernest Nagel(wd) and James R. Newman(wd), edited by Hofstadter. Az előszóban Hofstadter kifejti, hogy a könyv (eredetileg 1958-ban jelent meg) fiatal korában mély hatást gyakorolt rá. (ISBN 0-8147-5816-9)
- Who Invented the Computer? The Legal Battle That Changed Computing History by Alice Rowe Burks(wd), 2003. (Foreword)
- Alan Turing: Life and Legacy of a Great Thinker by Christof Teuscher(wd), 2003. (editor)
- Brainstem Still Life by Jason Salavon(wd), 2004. (Introduction) (ISBN 981-05-1662-2)
- Masters of Deception: Escher, Dalí & the Artists of Optical Illusion by Al Seckel(wd), 2004. (Foreword)
- King of Infinite Space: Donald Coxeter, the Man Who Saved Geometry(wd) by Siobhan Roberts(wd), Walker and Company, 2006. (Foreword)
- Exact Thinking in Demented Times: The Vienna Circle and the Epic Quest for the Foundations of Science by Karl Sigmund(wd), Basic Books, 2017. Hofstadter írta az előszót, és segített a fordításban.
- To Light the Flame of Reason: Clear Thinking for the Twenty-First Century by Christopher Sturmark, Prometheus, 2022. (Foreword and Contributions)

### Fordítások
- Eugene Onegin: A Novel Versification from the Russian original of Alexander Pushkin, 1999. (ISBN 0-465-02094-1)
- The Discovery of Dawn from the Italian original of Walter Veltroni(wd), 2007. (ISBN 978-0-8478-3109-8)
- That Mad Ache, co-bound with Translator, Trader: An Essay on the Pleasantly Pervasive Paradoxes of Translation, from the French original La chamade of Francoise Sagan), 2009. (ISBN 978-0-465-01098-1)

### Magyarul megjelent
- Gödel, Escher, Bach: Egybefont Gondolatok Birodalma. Metaforikus fúga tudatra és gépekre, Lewis Carroll szellemében (Gödel, Escher, Bach: An Eternal Golden Braid) – Typotex, Budapest, 1998 · ISBN 9637546995 · Fordította: Lipovszki Gábor

## Fordítás
- Ez a szócikk részben vagy egészben  a   Douglas Hofstadter című angol Wikipédia-szócikk fordításán alapul.  Az eredeti cikk szerkesztőit annak laptörténete sorolja fel. Ez a jelzés csupán a megfogalmazás eredetét és a szerzői jogokat jelzi, nem szolgál a cikkben szereplő információk forrásmegjelöléseként.